# Jörg Lehnigk
Jörg Lehnigk (* 8. Januar 1980 in Greifswald) ist ein ehemaliger deutscher Ruderer.

## Laufbahn
Lehnigk war 2000 erstmals Mitglied der Nationalmannschaft, beim Nations Cup, den inoffiziellen U23-Weltmeisterschaften, gewann er Silber im Leichtgewichts-Einer. Im gleichen Jahr war er Ersatzruderer für den Leichtgewichts-Doppelzweier von Ingo Euler und Bernhard Rühling bei den Olympischen Spielen in Sydney. 2001 wurde er zusammen mit Jens Wittwer U23-Weltmeister im Leichtgewichts-Doppelzweier, 2002 gelang ihm dies auch im Leichtgewichts-Einer.
Von 2001 bis 2003 war Lehnigk Mitglied des deutschen Leichtgewichts-Doppelvierers, der 2003 bei den Weltmeisterschaften in Mailand 2003 Bronze gewann. Für das Olympiajahr 2004 wechselte Lehnigk zum Riemenrudern und qualifizierte sich im Leichtgewichts-Zweier ohne Steuermann für die Weltmeisterschaften der nicht-olympischen Bootsklassen. Zusammen mit Joachim Drews belegte er Platz sechs.
Ab 2005 ruderte Lehnigk zusammen mit Manuel Brehmer den Leichtgewichts-Doppelzweier für Deutschland. 2005 und 2006 erreichten sie das Weltmeisterschaftsfinale, konnten dort aber jeweils nur den sechsten Platz erreichen. 2007 wurde Lehnigk im Frühjahr Deutscher Meister im Leichtgewichts-Einer, bei den Weltmeisterschaften saß er wieder zusammen mit Bremer im Doppelzweier und erreichte Rang acht, womit Deutschland in dieser Bootsklasse für die Olympischen Spiele qualifiziert war.
Bei den Deutschen Kleinbootmeisterschaften 2008 verpasste er eine Medaille, so dass der Zweitplatzierte Jonathan Koch in den Doppelzweier mit Brehmer rückte. Lehnigk wurde als Leichtgewichts-Ersatzruderer für die Olympischen Spiele nominiert und vertrat zuvor Deutschland im Leichtgewichts-Einer bei den Weltmeisterschaften, wo er das B-Finale gewann und damit den siebten Platz belegte.
Durch eine Reihe von Krankheitsausfällen kam Lehnigk bei den Olympischen Spielen zu einem ungewöhnlichen Einsatz: Im deutschen Vierer ohne Steuermann waren vor dem Halbfinale zwei Ruderer erkrankt. Dies konnte durch den Einsatz der zwei eingeplanten Ersatzruderer Richard Schmidt und Marco Neumann zunächst kompensiert werden, dem Boot gelang der Finaleinzug. Vor dem Finale erkrankte jedoch auch Neumann, so dass ein Ruderer aus einem anderen Boot nachrücken musste, um das Rennen bestreiten zu können. Da sich der Deutschland-Achter nicht für das Finale qualifiziert hatte, entschieden sich die Bundestrainer, Achter-Ruderer Jochen Urban in den Vierer zu setzen und stattdessen Lehnigk für das B-Finale im Achter einzusetzen. Dieser übernahm die Position des Bugmanns, das deutsche Boot unterlag jedoch der chinesischen Mannschaft und belegte den letzten Platz.
Nach den Olympischen Spielen beendete Lehnigk seine Karriere.

## Internationale Erfolge
- 2000: 2. Platz U23-Weltmeisterschaften im Leichtgewichts-Einer
- 2001: 1. Platz U23-Weltmeisterschaften im Leichtgewichts-Doppelzweier
- 2001: 6. Platz Weltmeisterschaften im Leichtgewichts-Doppelvierer
- 2002: 1. Platz U23-Weltmeisterschaften im Leichtgewichts-Einer
- 2002: 5. Platz Weltmeisterschaften im Leichtgewichts-Doppelvierer
- 2003: 3. Platz Weltmeisterschaften im Leichtgewichts-Doppelvierer
- 2004: 6. Platz Weltmeisterschaften im Leichtgewichts-Zweier ohne Steuermann
- 2005: 6. Platz Weltmeisterschaften im Leichtgewichts-Doppelzweier
- 2006: 6. Platz Weltmeisterschaften im Leichtgewichts-Doppelzweier
- 2007: 8. Platz Weltmeisterschaften im Leichtgewichts-Doppelzweier
- 2008: 7. Platz Weltmeisterschaften im Leichtgewichts-Einer
- 2008: 8. Platz Olympische Spiele im Achter